# Aena
Aena, SME S. a. (IBEX 35: AENA) és una empresa pública espanyola constituïda en societat anònima que gestiona els aeroports d'interès general a Espanya. La societat, que és propietat al 51 % de l'entitat pública empresarial ENAIRE, opera 45 aeroports i 2 heliports a Espanya i participa a través de la seva filial «Aena Internacional», en la gestió de 15 aeroports a Europa i Amèrica.
Va ser creada en 2010 com a societat mercantil estatal, a partir de la segregació dels actius aeroportuaris de l'ens públic Aeroports Espanyols i Navegació Aèria (conegut per les seves sigles AENA), amb el nom de «Aena Aeropuertos», reprenent el 4 de juliol de 2014, la seva denominació històrica de «Aena».

## Història

### Ens públic empresarial
Per Reial decret 905/1991, de 14 de juny, s'aprova l'estatut de l'ens públic AENA. Se li van passar les competències de gestió de la xarxa d'aeroports espanyols, les instal·lacions i xarxes d'ajuda a la navegació aèria i el control de la circulació aèria.
El 2 de novembre de 1991 inicia la prestació de serveis aeroportuaris i, un any més tard, el 2 de novembre de 1992, AENA comença a prestar serveis en matèria de navegació aèria. Va romandre en vigor fins al 7 de juny de 2011, data en la qual es fa efectiva la separació dels serveis de gestió aeroportuària i navegació aèria que prestava l'entitat.

## Aeroports

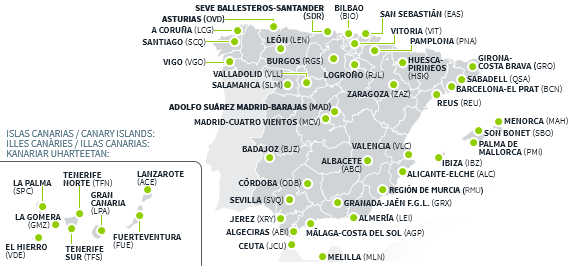
Mapa de la xarxa dAena i Aena Societat Concessionària de l'Aeroport Internacional de la Regió de Múrcia a Espanya.

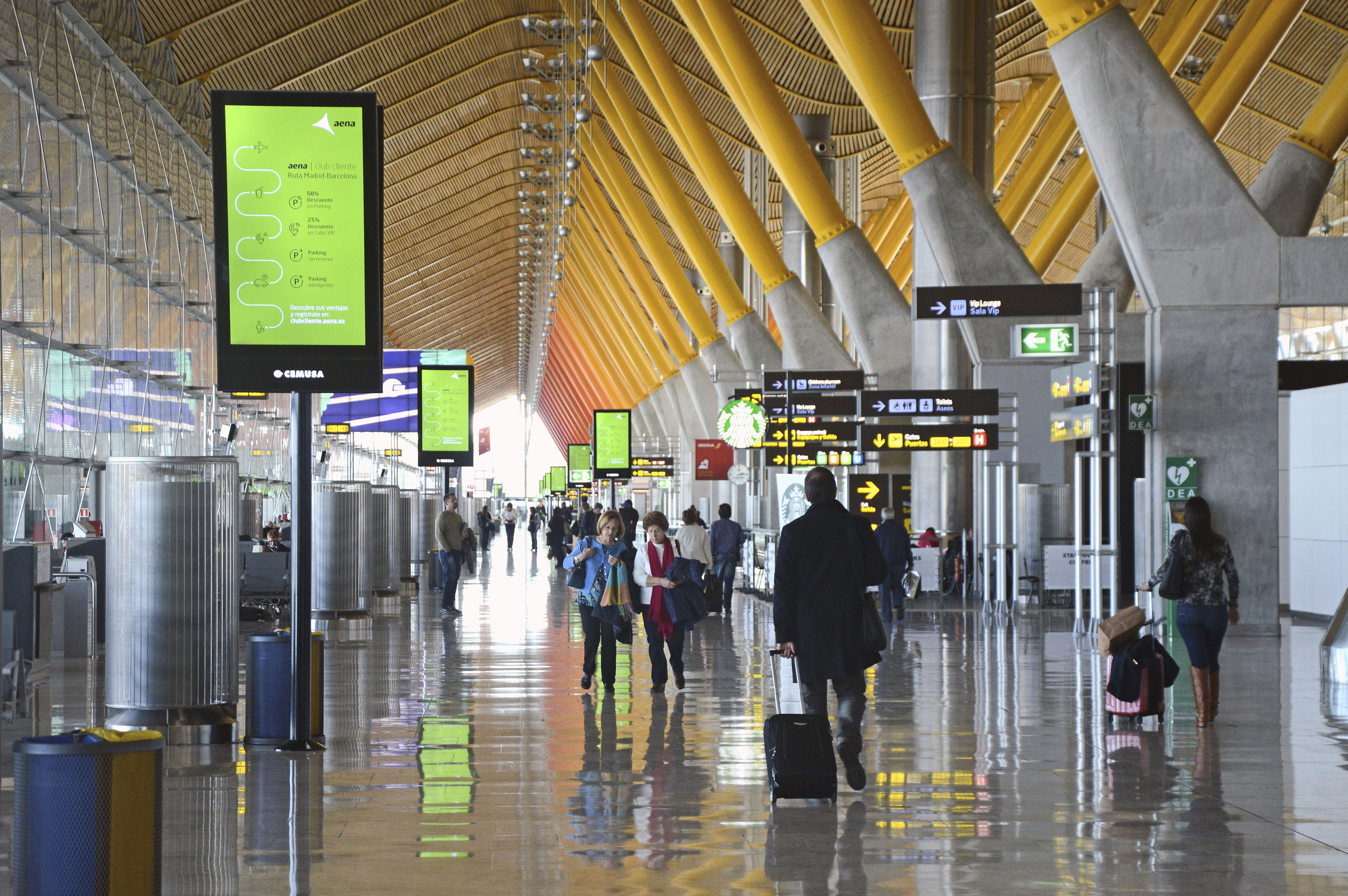
Interior de la T4 de l'Aeroport de Madrid-Barajas.

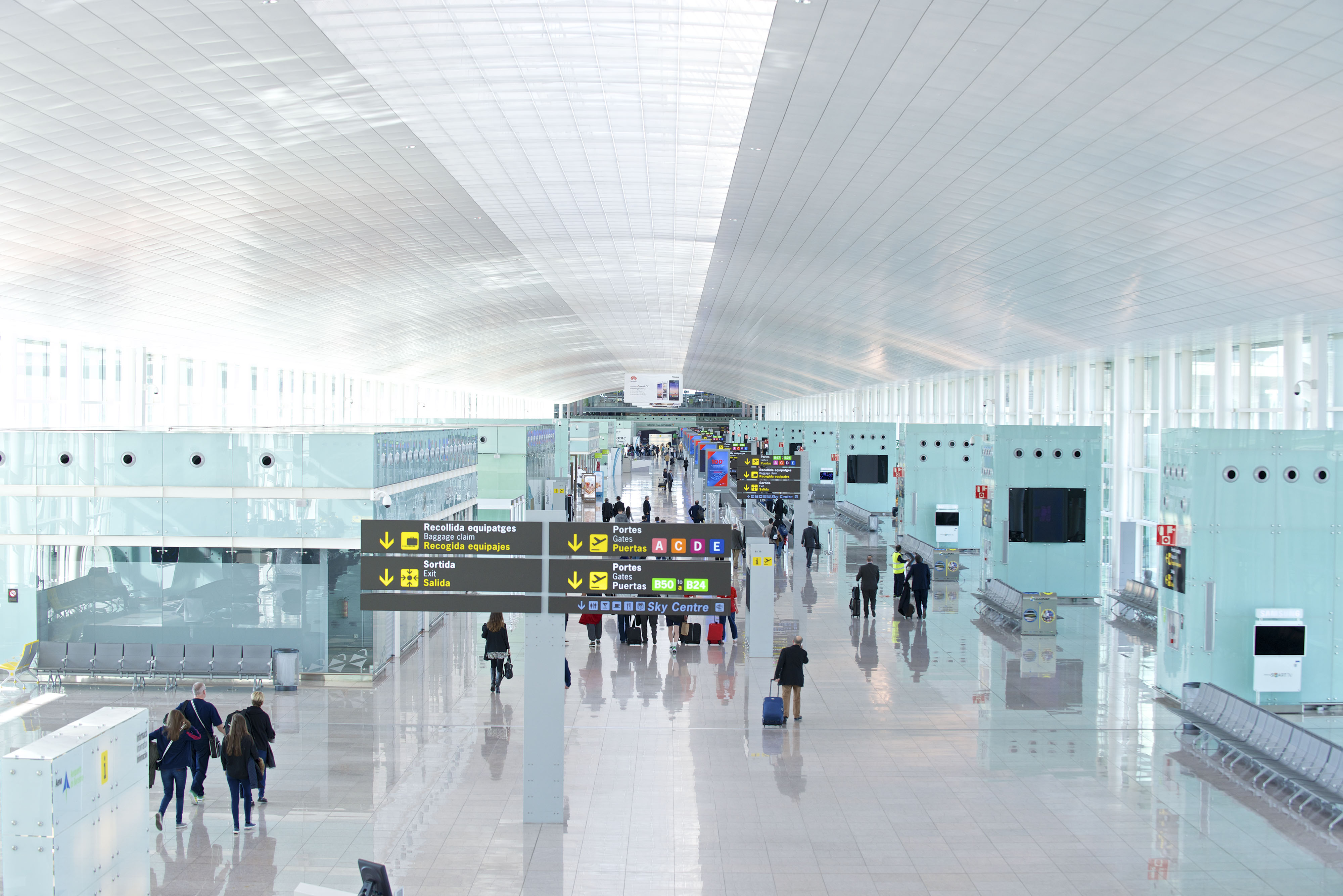
Interior de la T1 de l'Aeroport de Barcelona-El Prat.

### Espanya
Aena explota tots els aeroports d'interès públic d'Espanya, així com la navegació aèria en alguns privats i algunes bases aèries de les Forces Armades d'Espanya. A més, cal destacar l'Heliport de Ceuta i l'Heliport d'Algesires, els únics heliports de la xarxa. Aena és el primer operador aeroportuari del món per nombre de passatgers. Més de 577 milions han passat pels aeroports espanyols en els últims tres anys. La Societat gestiona directament 46 aeroports i 2 heliports a Espanya i participa directa i indirectament en la gestió d'altres 15 aeroports d'Europa i Amèrica.

### Internacional
Des que en 1991 va iniciar la seva activitat, Aena Internacional ha gestionat infraestructures aeroportuàries d'altres països, consolidant a Aena com el major operador aeroportuari mundial per nombre de passatgers. Històricament, les inversions a l'estranger estaven gestionades a través de la filial Aena Desarrollo Internacional, però aquesta societat va passar a ser d'Aena Aeroports.
L'activitat d'Aena Internacional s'ha desenvolupat mitjançant diversos esquemes de gestió, que han anat des de la propietat dels actius aeroportuaris fins a contractes de gestió de terminals o serveis, passant per concessions aeroportuàries. En l'actualitat, Aena està present en 15 aeroports fora d'Espanya (12 a Mèxic, 2 a Colòmbia i 1 a Regne Unit).